# Addison Webster Moore
Addison Webster Moore (30 juillet 1866 – 25 août 1930) est un philosophe pragmatiste qui est président de la Western Philosophical Association en 1911 et président de l'American Philosophical Association en 1917.

## Biographie
Né à Plainfield dans l'Indiana, il est diplômé de l'université DePauw et de l'université Cornell (1893-94). Il obtient son doctorat en 1898 à l'Université de Chicago où l'arrivée de John Dewey l'a attiré. Quand Dewey part à l'université Columbia en 1904, Moore prend sa succession dans les cours de Metaphysique et de Logique et est nommé professeur de philosophie à l'université de Chicago en 1909.
Moore est un supporteur de la version instrumentaliste du pragmatisme développée par Dewey. En 1910, il publie Pragmatism and Its Critics, livre où il explique dans un chapitre le pragmatisme et où il développe dans quatre chapitres les critiques adressées au pragmatisme.

## Œuvre
- The functional versus the representational theories of knowledge in Locke's Essay, Chicago, The University of Chicago press, 1902.
- Existence, Meaning, and Reality in Locke's Essay and in Present Epistemology, Chicago, The University of Chicago Press, 1903.
- Pragmatism and its critics, Chicago, Ill., The University of Chicago press, 1910.
- with John Dewey (and al.), Creative intelligence : essays in the pragmatic attitude, New York : H. Holt and Company, 1917.
- The Collected Writings of Addison W. Moore, 3 vol., John R. Shook (ed.), Bristol: Thoemmes Press, 2003.  (ISBN 1-84371-002-1)